# Проктор (Минесота)
Проктор (енгл. Proctor) град је у америчкој савезној држави Минесота.

## Демографија
По попису из 2010. године број становника је 3.057, што је 205 (7,2%) становника више него 2000. године.
| Група             | 2000.         | 2010.         |
| Белци             | 2.743 (96,2%) | 2.935 (96,0%) |
| Афроамериканци    | 4 (0,1%)      | 5 (0,2%)      |
| Азијати           | 15 (0,5%)     | 12 (0,4%)     |
| Хиспаноамериканци | 21 (0,7%)     | 37 (1,2%)     |
| Укупно            | 2.852         | 3.057         |